# Liste des dirigeants du Grand Orient de France
Les dirigeants du Grand Orient de France portent, selon les époques ou durant certaines périodes de vacances, des titres différents comme : « grand maître, grand vénérable, grand conservateur, grand maître adjoint, président du Conseil de l'Ordre ».

## Première Grande Loge de France
Grand-maître de la première Grande Loge de France qui devient le Grand Orient de France en 1773
- 1728. Philip Wharton 1er duc de Wharton.
- 1735-1736. James Hector MacLean (1703-1750).
- 1736-1738. Charles Radclyffe 3e comte de Derwentwater
- 1738-1743. Louis de Pardaillan de Gondrin duc d'Antin.
- 1743-1771. Louis de Bourbon-Condé comte de Clermont.

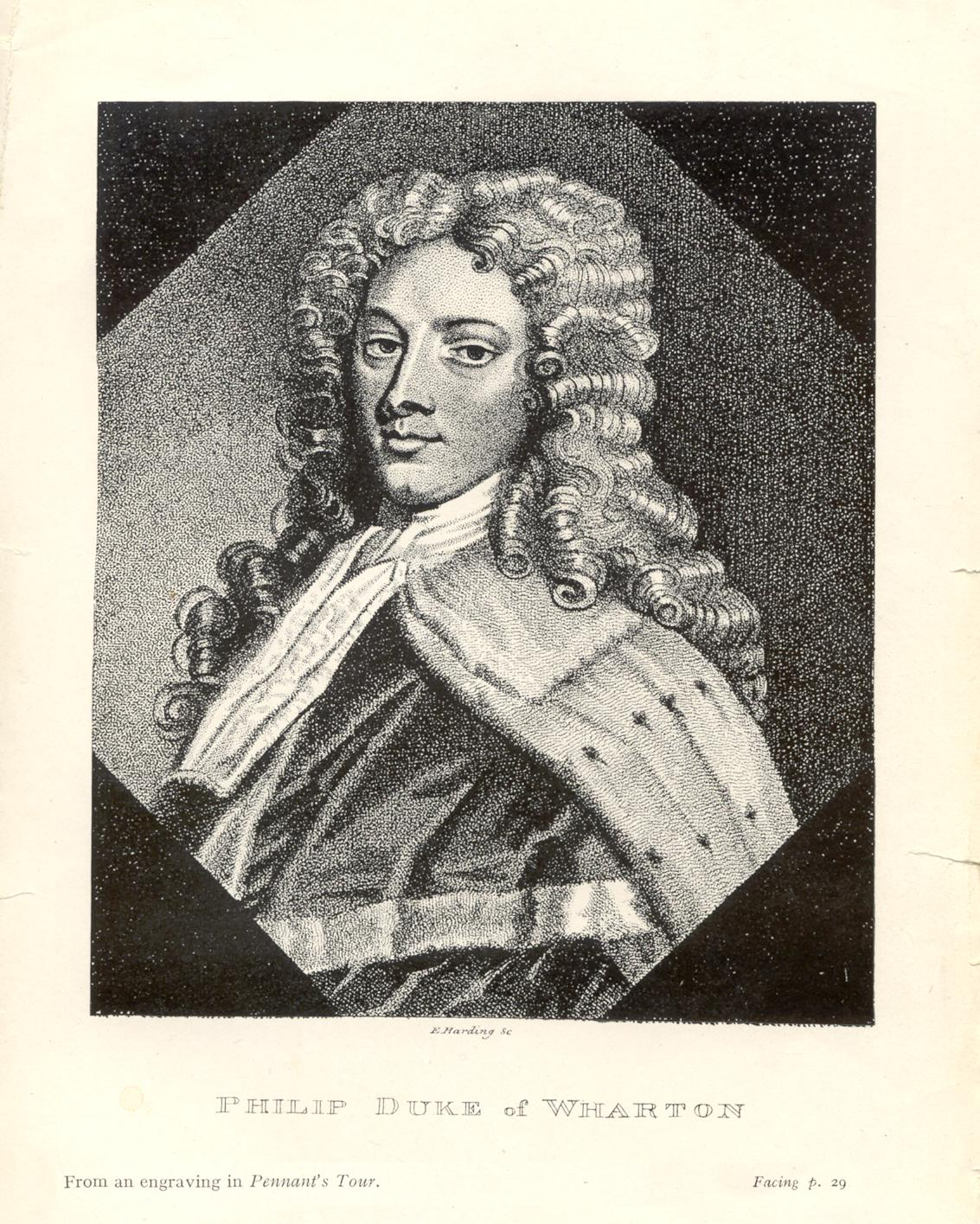
Philip Wharton
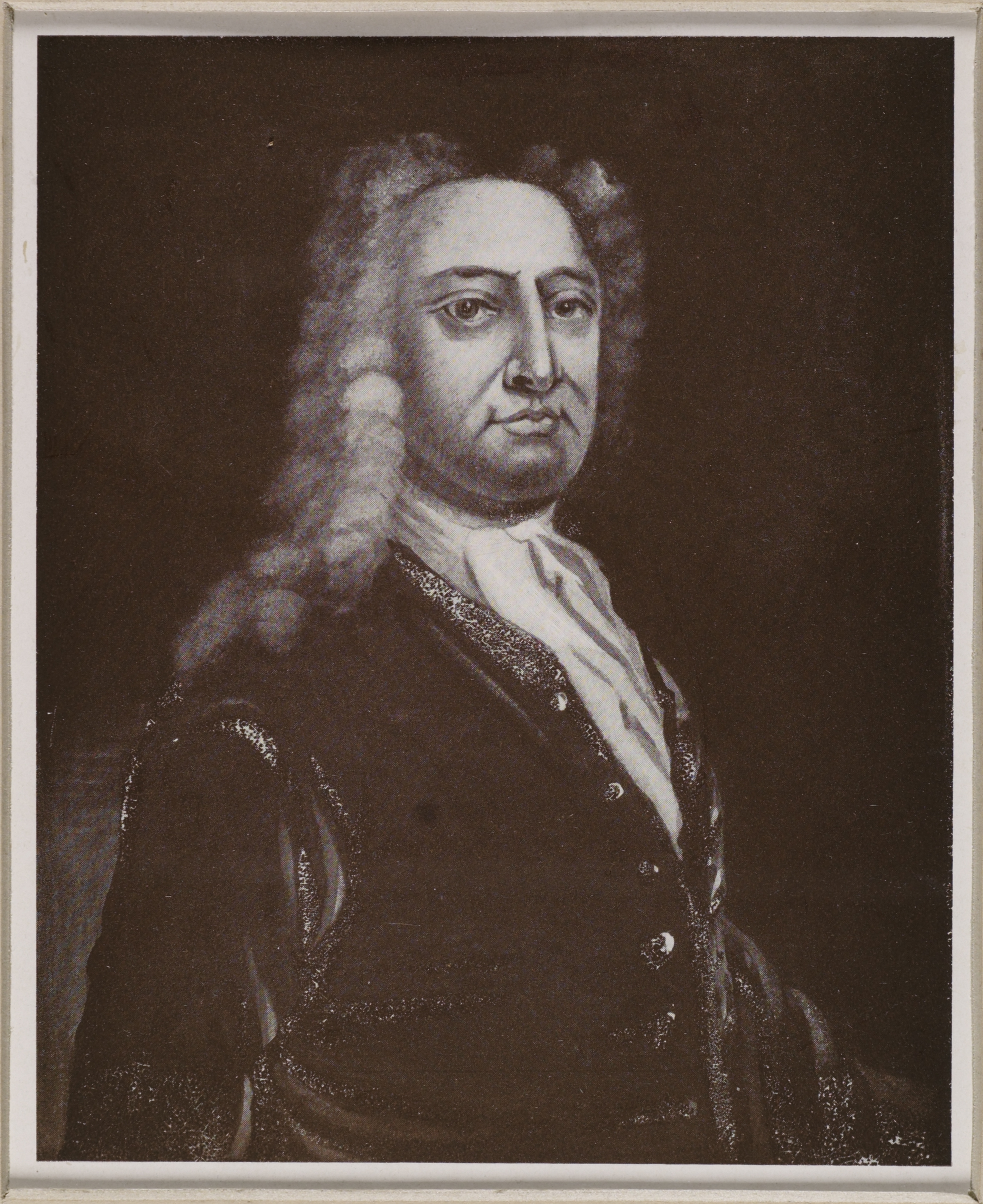
Charles Radclyffe
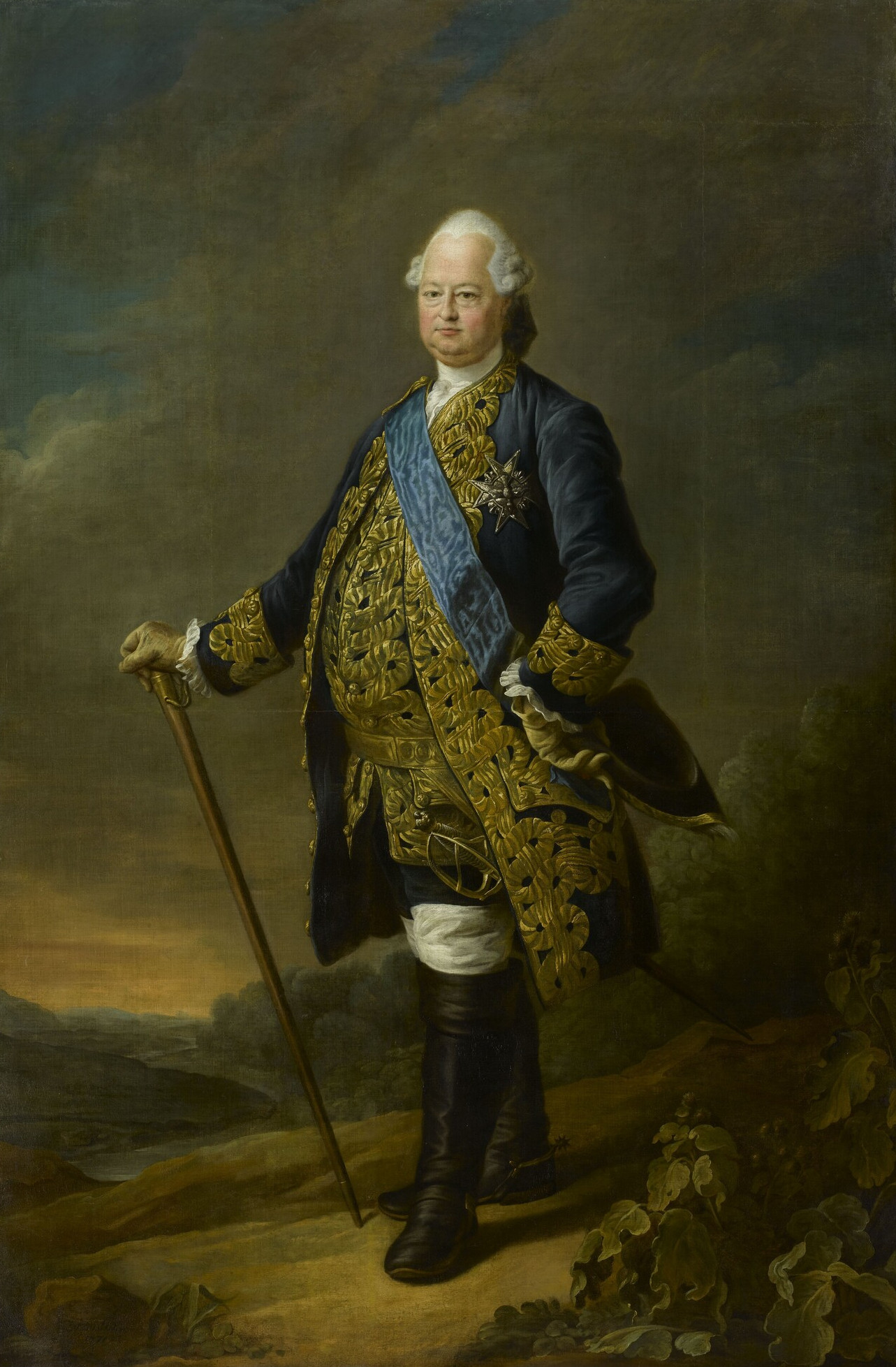
Louis de Bourbon-Condé

## Avant 1871,1erEmpire, Restauration,IIeRépublique, Second Empire
Dirigeants du Grand Orient de France avant 1871 :
- 1771-1792. Grand maître, Prince Philippe d’Orléans, duc d’Orléans.
- 1795-1804. Grand vénérable, Alexandre Roëttiers de Montaleau.
- 1805-1814. Grand maître, Prince Joseph Bonaparte.
  - 1805-1814. Grand maître adjoint, Jean-Jacques-Régis de Cambacérès, duc de Parme[n 1]

1815-1852. Vacance de la grande maîtrise.
- 1815-1821. Grand conservateur, puis grand maître adjoint en 1815, Pierre Riel, marquis de Beurnonville.
- 1821-1833. Grand maître adjoint, Jacques Alexandre Macdonald 1er duc de Tarente.
- 1833-1835. Grand conservateur, Antoine-Guillaume comte Rampon, général et pair de France.
- 1835-1842. Grand maître adjoint, Alexandre Louis Joseph, comte de Laborde, député.
- 1842-1846. Grand maître adjoint, Emmanuel Pons Dieudonné, comte de Las Cases, député.
- 1847-1849. Grand maître adjoint, Laurent Bertrand, président du tribunal de commerce de la Seine.
- 1849-1850. Représentant du grand maître, Marie-Auguste Desanlis, avocat à la cour de Paris.
- 1851-1852. Grand maître adjoint, Saint-Albin Berville, avocat général à la cour d'appel de Paris.

En 1852. La grande maîtrise est rétablie.
- 1852-1861. Grand maître Prince Lucien Murat.
- 1861-1865. Grand maître Maréchal Bernard Pierre Magnan.
- 1865-1870. Grand maître Général Émile Mellinet.

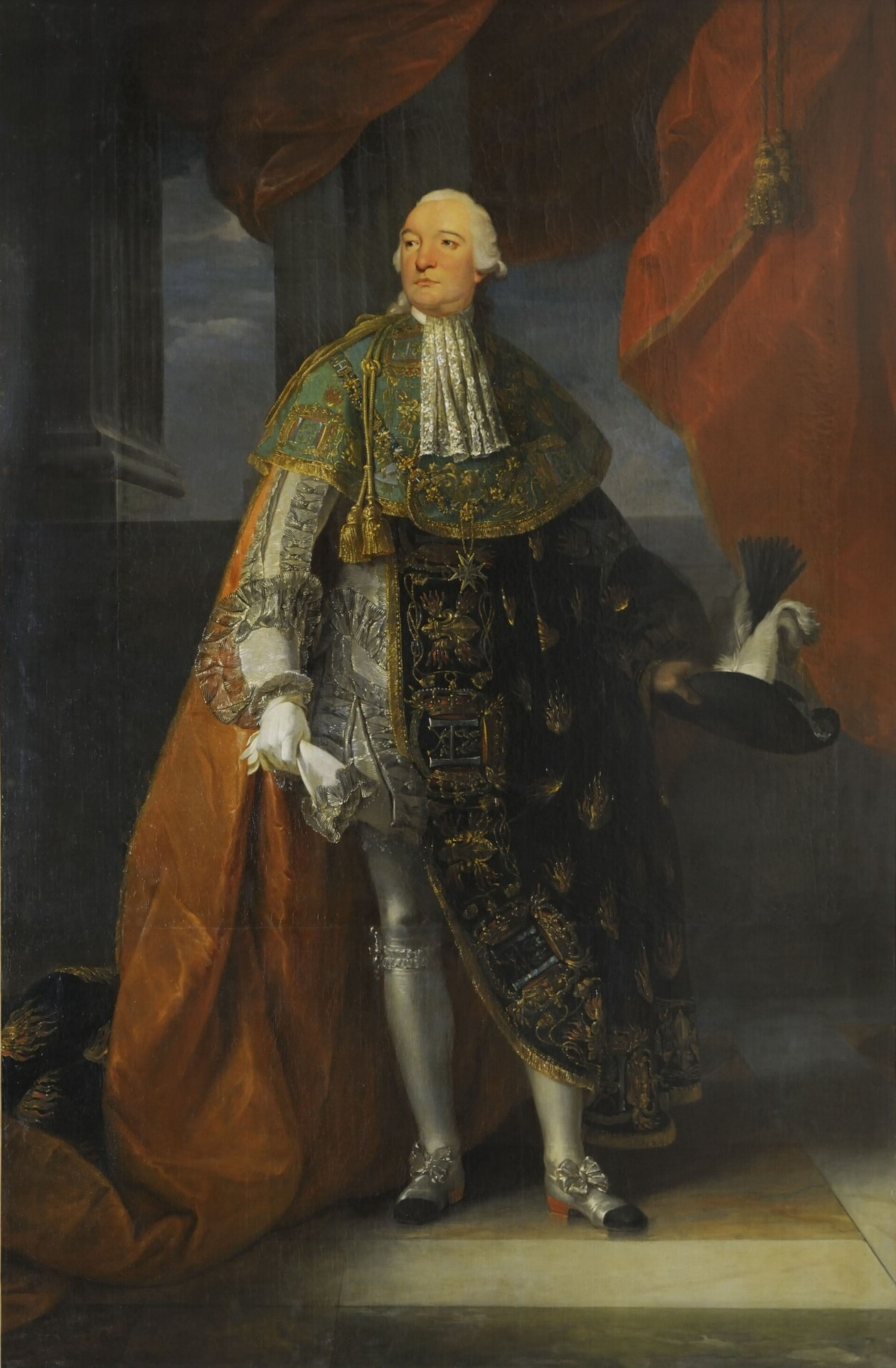
Louis Philippe Joseph d'Orléans.
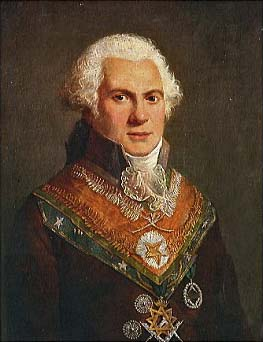
Alexandre Roëttiers de Montaleau.
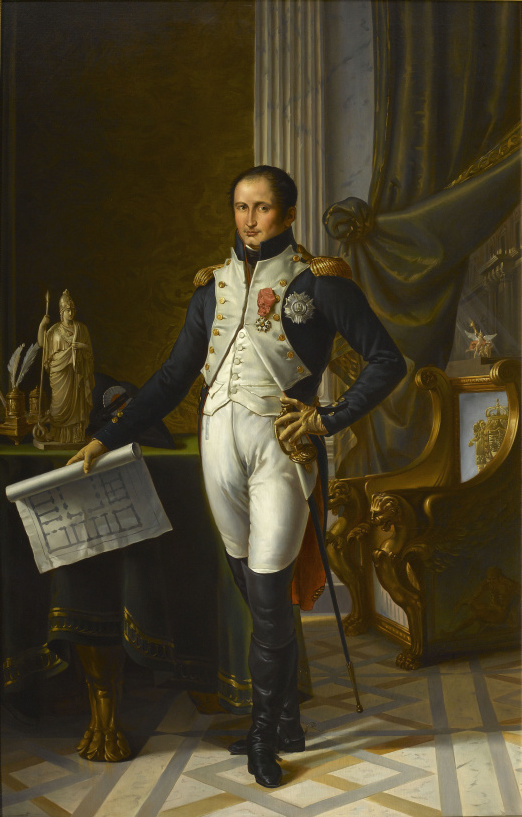
Joseph Bonaparte
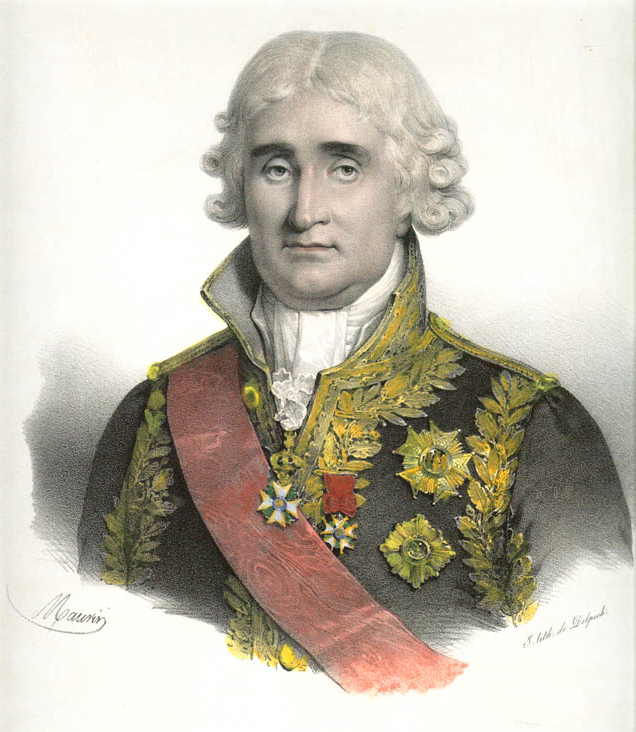
Jean-Jacques-Régis de Cambaceres.
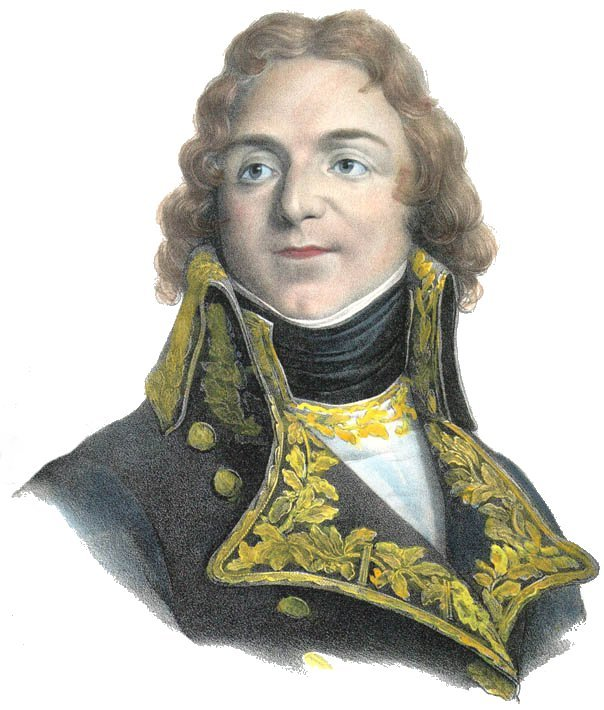
Pierre Riel de Beurnonville
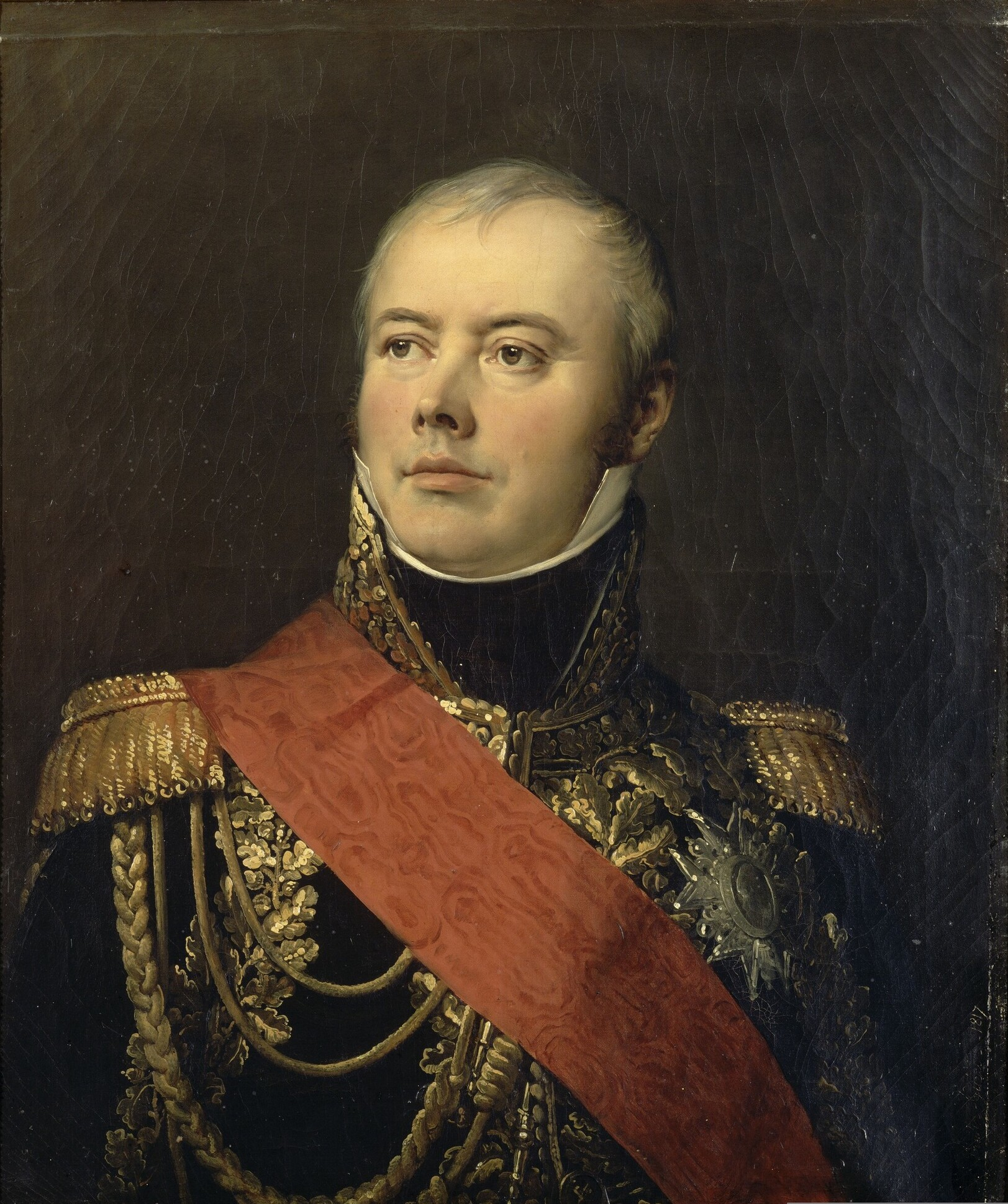
Alexandre MacDonald.
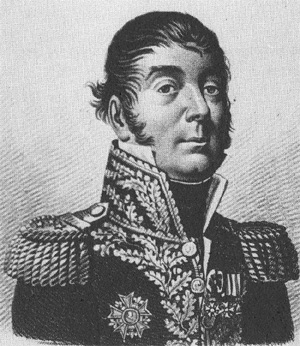
Antoine Guillaume Rampom
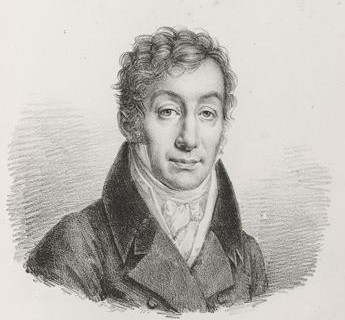
Alexandre Laborde.
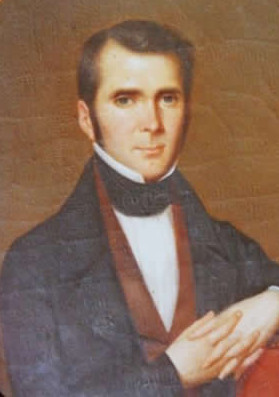
Emmanuel Pons de Las Cases
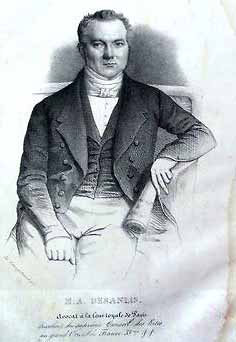
Marie-Auguste Desanlis
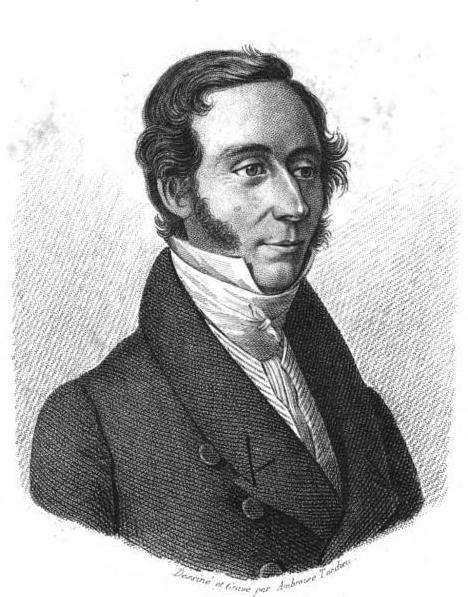
Saint-Albin Berville
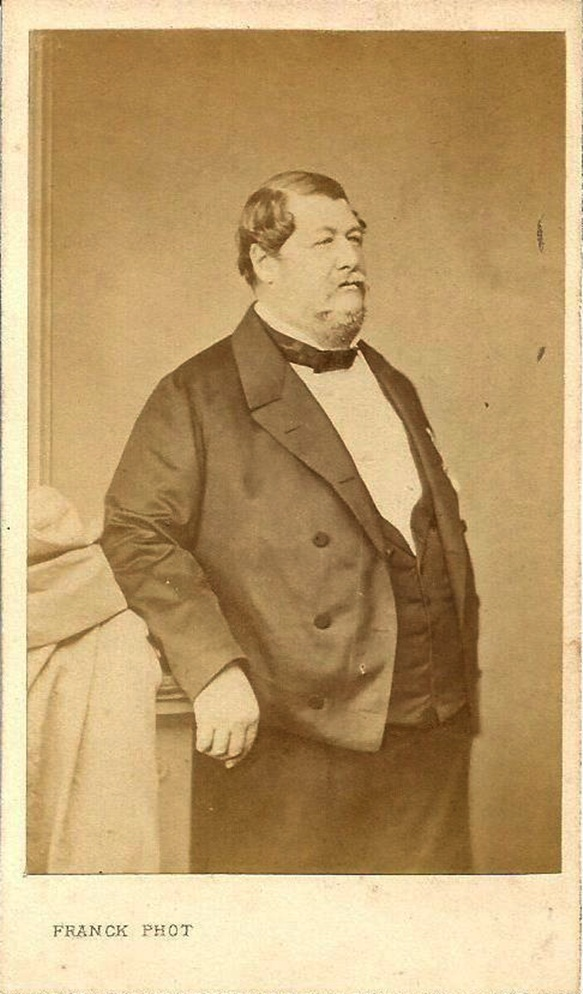
Lucien Murat
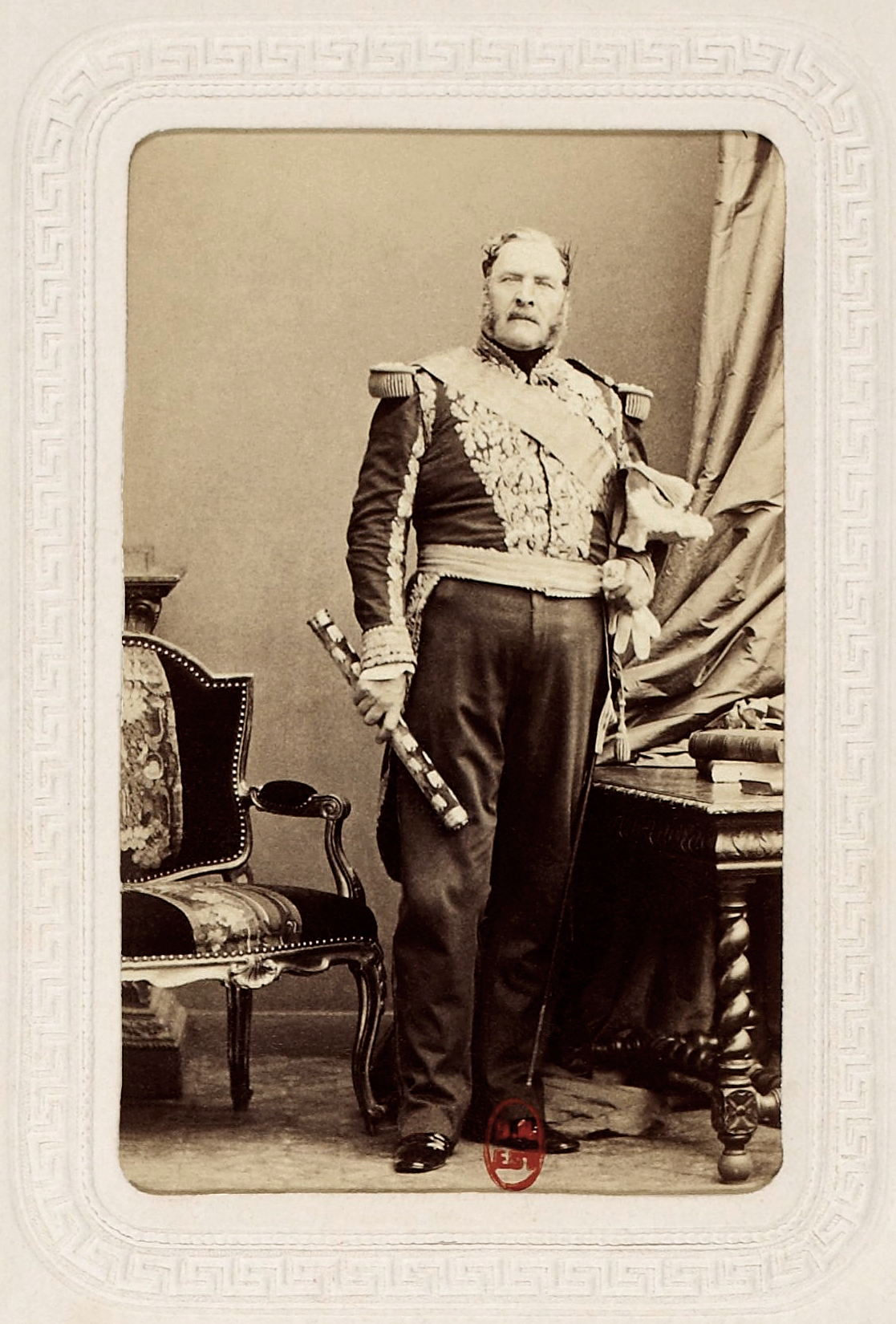
Maréchal Magnan
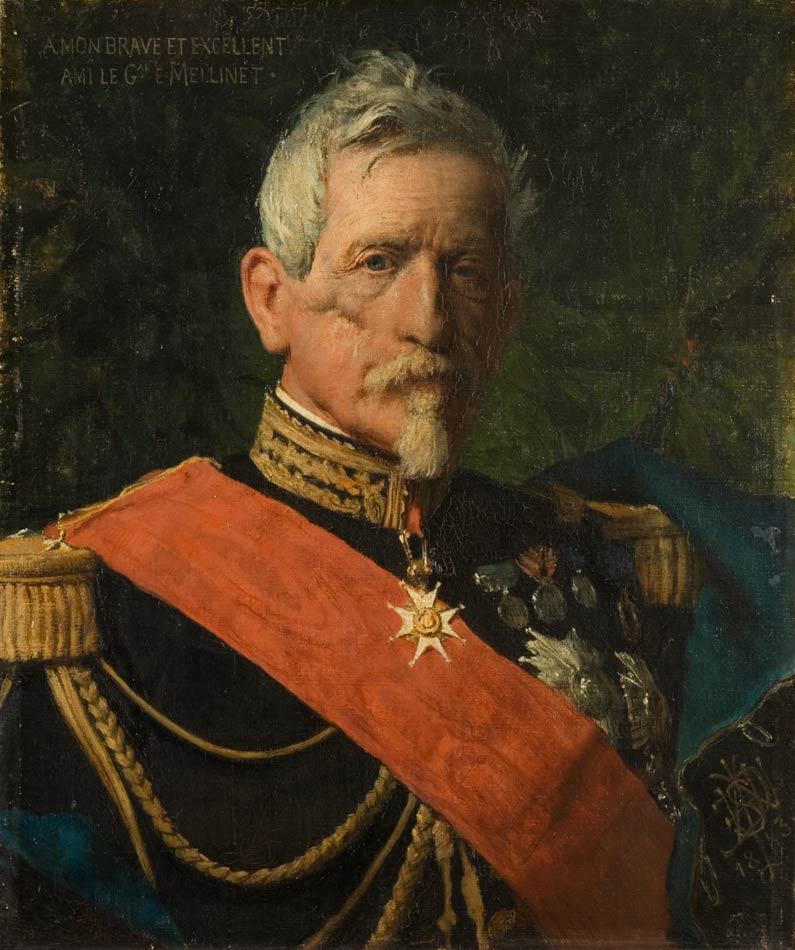
Général Émile Mellinet

## 1871-1940,IIIeRépublique
En 1871, le titre de grand maître est remplacé par celui de président du Conseil de l'Ordre.
Dirigeants du Grand Orient de France sous la IIIe République :
- 1871-1872 Léonide Babaud-Laribière.
- 1872-1882  Antoine de Saint-Jean (1809-1882), docteur en médecine.
- 1883-1885 Charles Cousin, inspecteur aux Chemins de fer du nord.
- 1885-1887 Jean-Claude Colfavru, député de Seine-et-Oise.
- 1887-1889 Frédéric Desmons, député, sénateur. (1er mandat).
- 1889-1892 Henri Thulié, président du conseil municipal de Paris, (1er mandat).
- 1892-1893 Paul Viguier (1828-1901), président du conseil général de la Seine.
- 1893-1894 Henri Thulié, président du conseil municipal de Paris, (2e mandat).
- 1894-1895 Antoine Blatin, député.
- 1895-1896 Louis Lucipia, président du conseil général de la Seine. (1er mandat).
- 1896-1898 Frédéric Desmons (2e mandat).
- 1898-1900 Louis Lucipia, président du conseil général de la Seine (2e mandat).
- 1900-1902 Frédéric Desmons (3e mandat).
- 1902-1903 Auguste Delpech (1846-1935), président du parti radical-socialiste
- 1903-1905 Louis Lafferre député, sénateur.
- 1905-1907 Frédéric Desmons (4e mandat).
- 1907-1909 Louis Lafferre (2e mandat).
- 1909-1910 Frédéric Desmons (5e mandat)
- 1910-1911 Georges Bouley (1855-1920), industriel.
- 1911-1913 Charles Debierre, sénateur (1er mandat) .
- 1913-1920 Georges Corneau , vice-président du conseil général des Ardennes.
- 1920-1921 Charles Debierre, sénateur, (2e mandat).
- 1921-1922 Général Augustin Gérard.
- 1922-1925 Arthur Mille, député.
- 1925-1926 Arthur Groussier député, vice-président de la Chambre (1er mandat).
- 1926-1927 Joseph Brenier, sénateur.
- 1927-1930 Arthur Groussier (2e mandat).
- 1930-1931 Frédéric Estèbe, gouverneur général honoraire des colonies.
- 1931-1934 Arthur Groussier (3e mandat).
- 1934-1936 Adrien Pouriau (1847-1948), directeur adjoint au ministère de l’Agriculture.
- 1936-1940 Arthur Groussier (4e mandat).

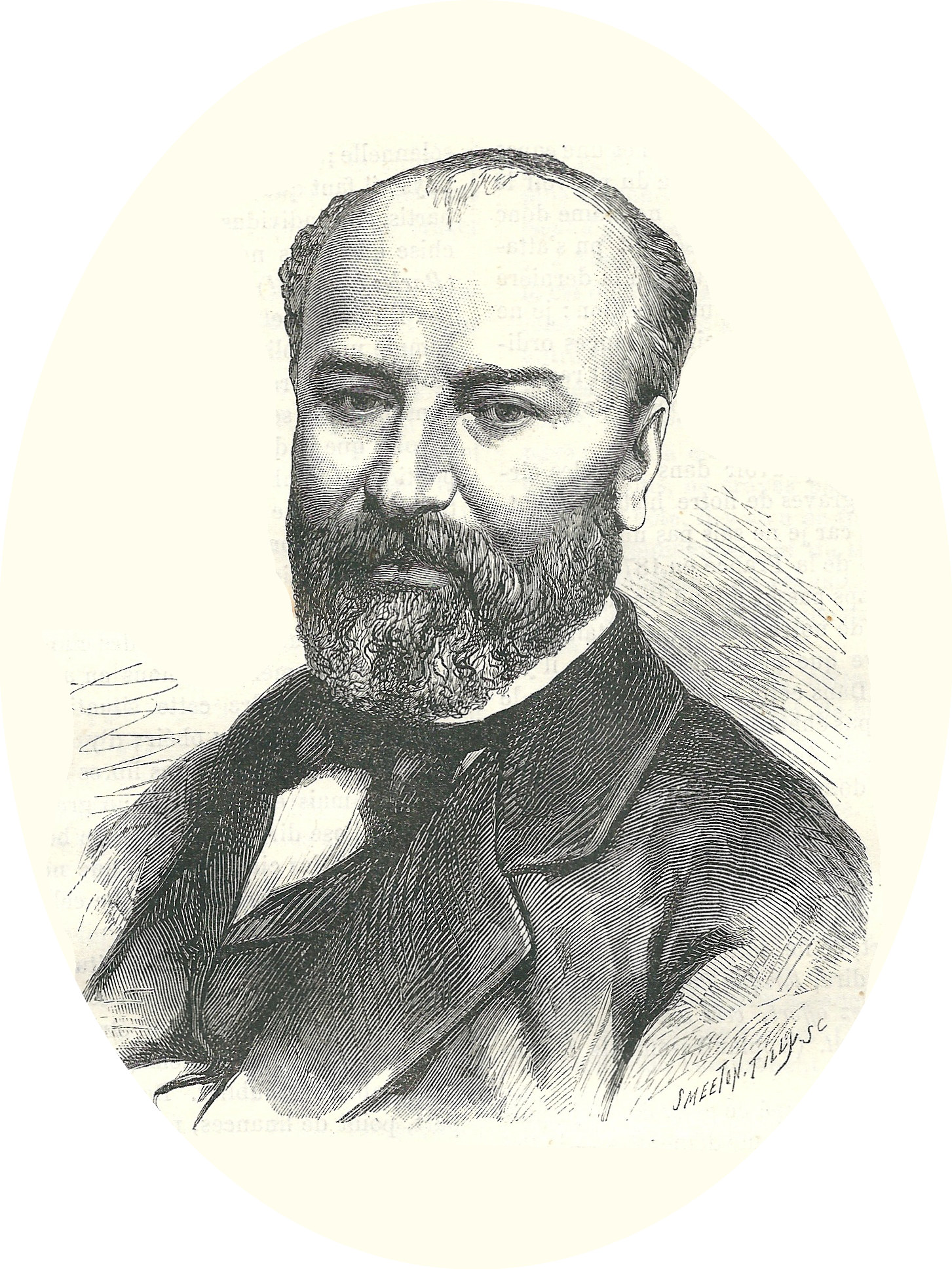
Léonid Babaud-larbière
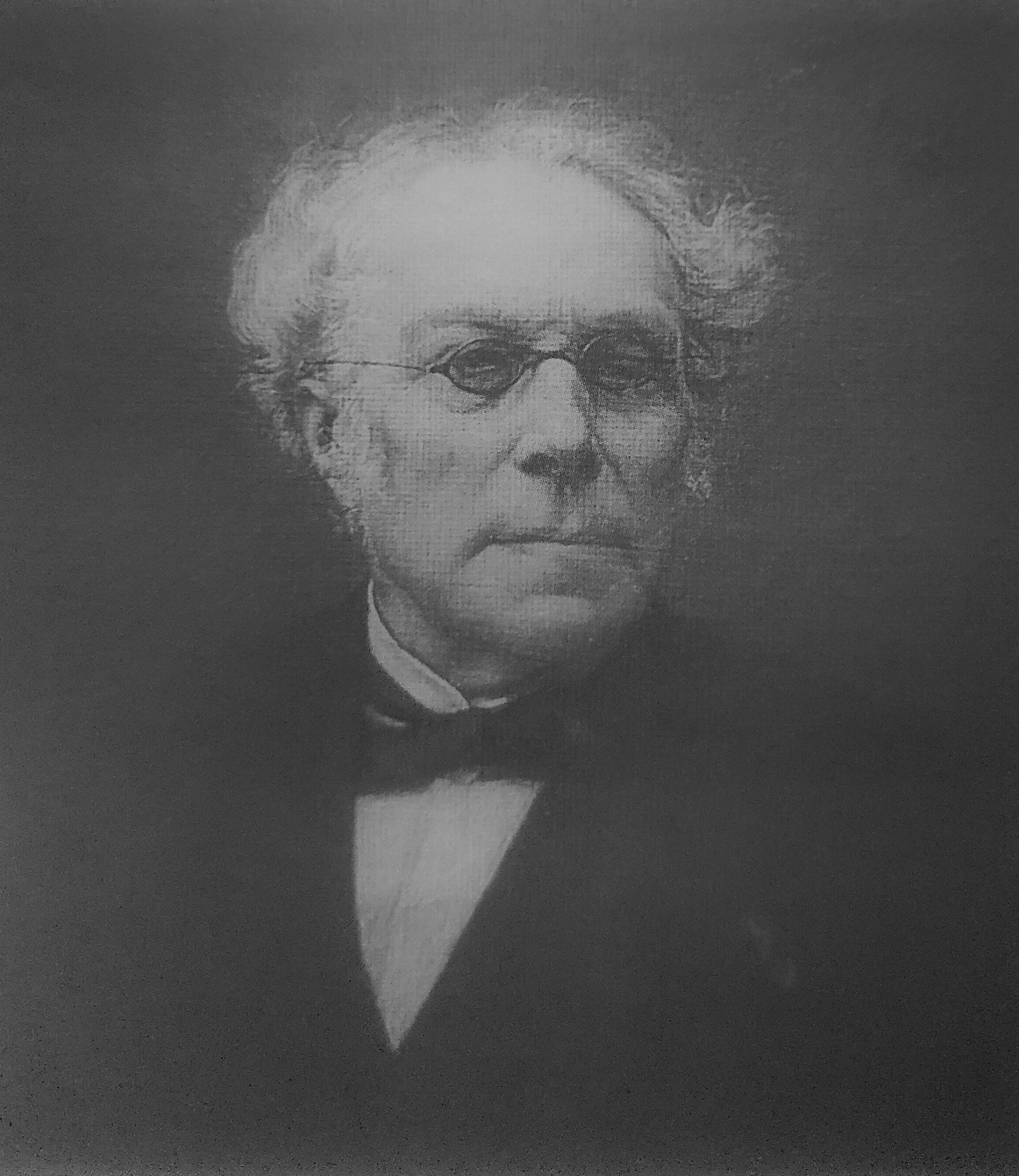
Antoine de Saint-Jean
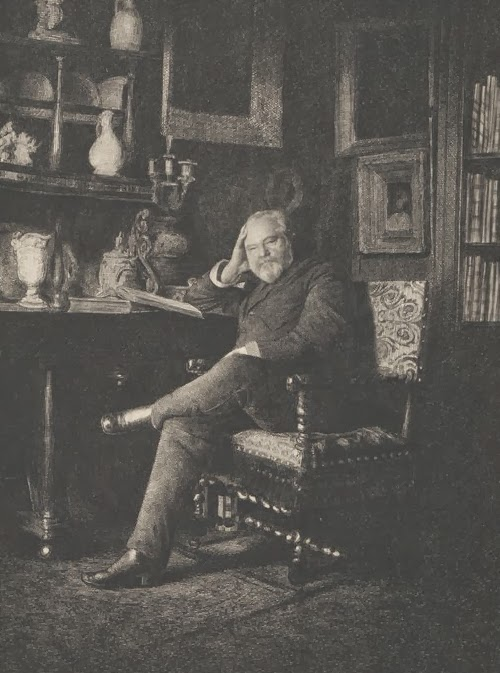
Charles Marie Gabriel Cousin
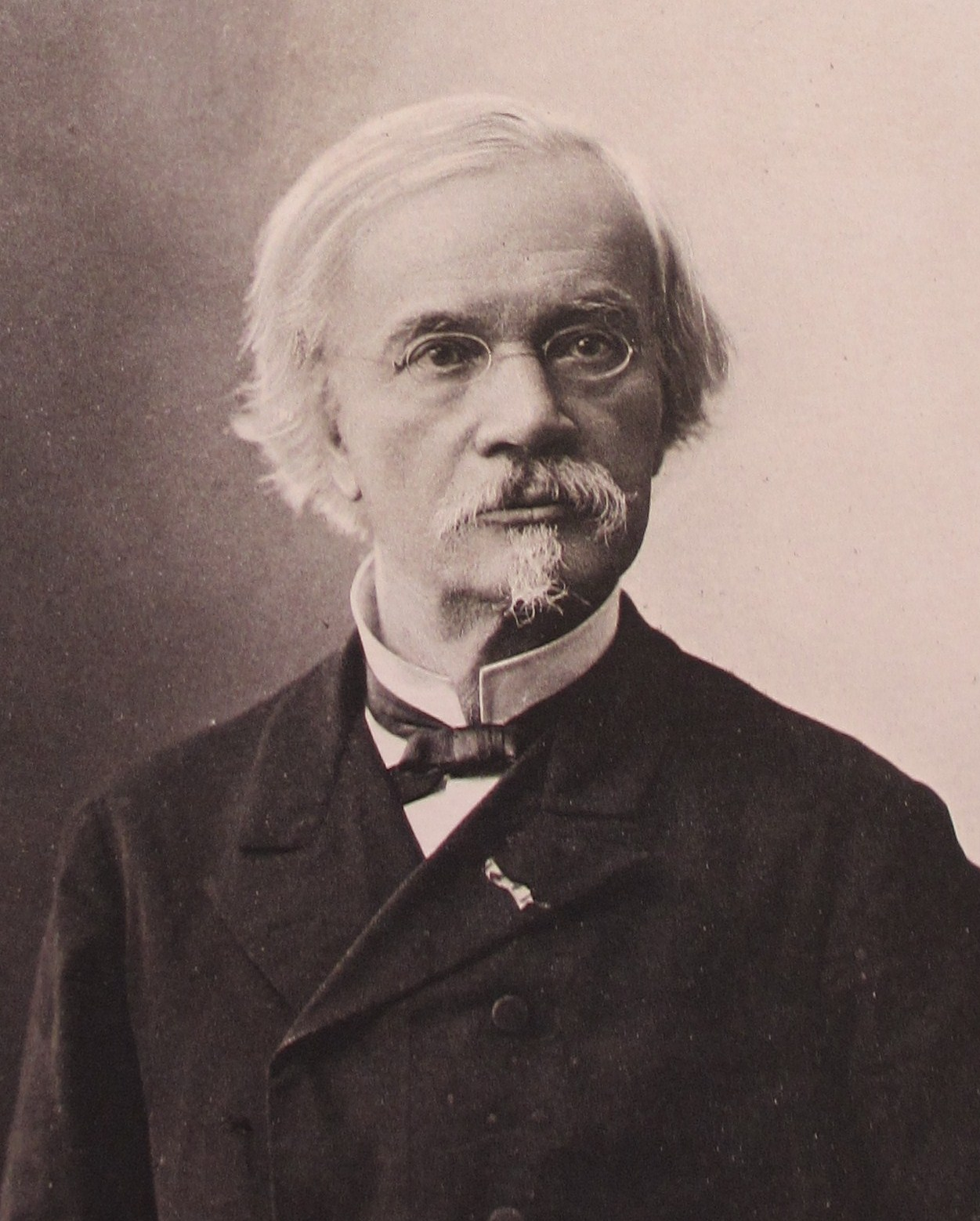
Jean-Claude Colfavru
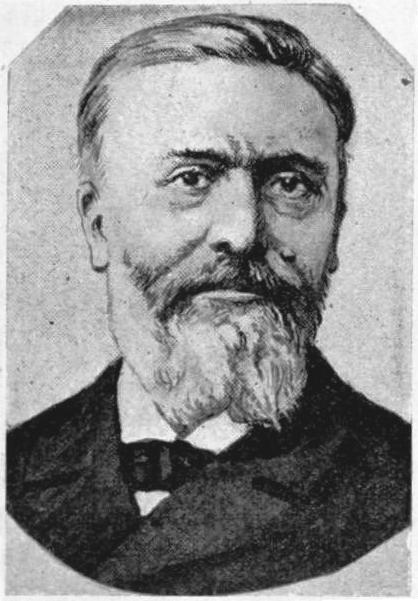
Frederic Desmons
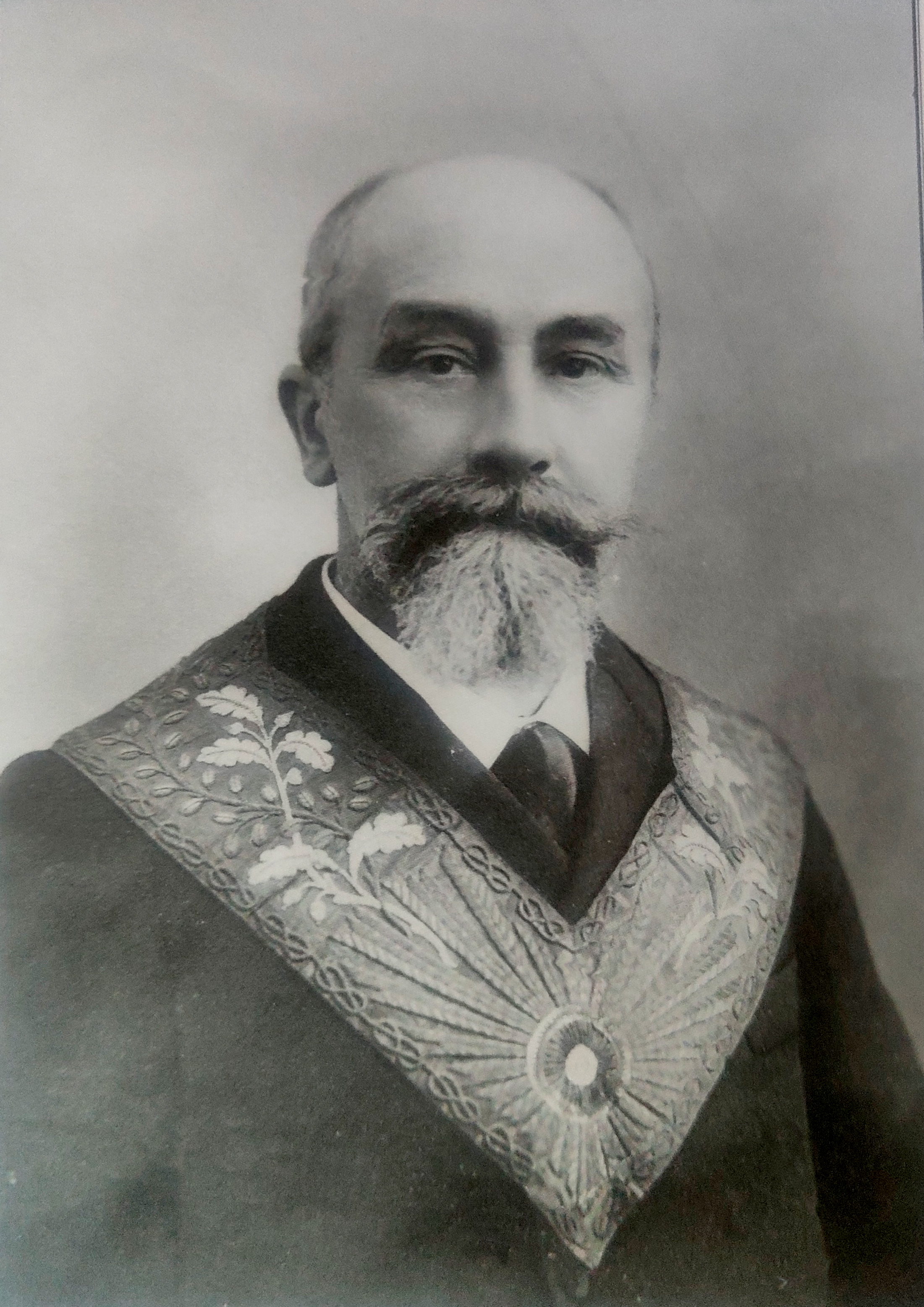
Auguste Delpech
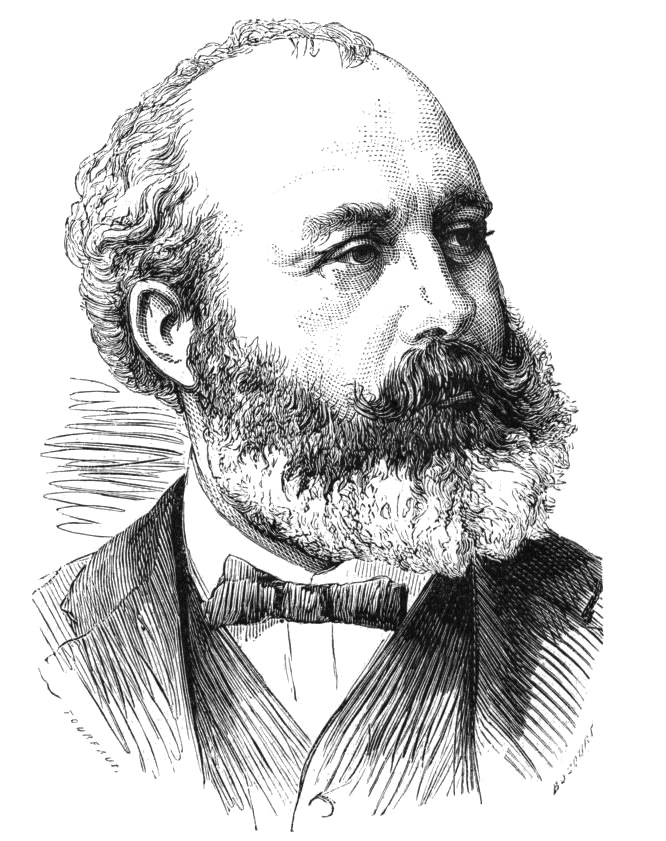
Henri Thulié
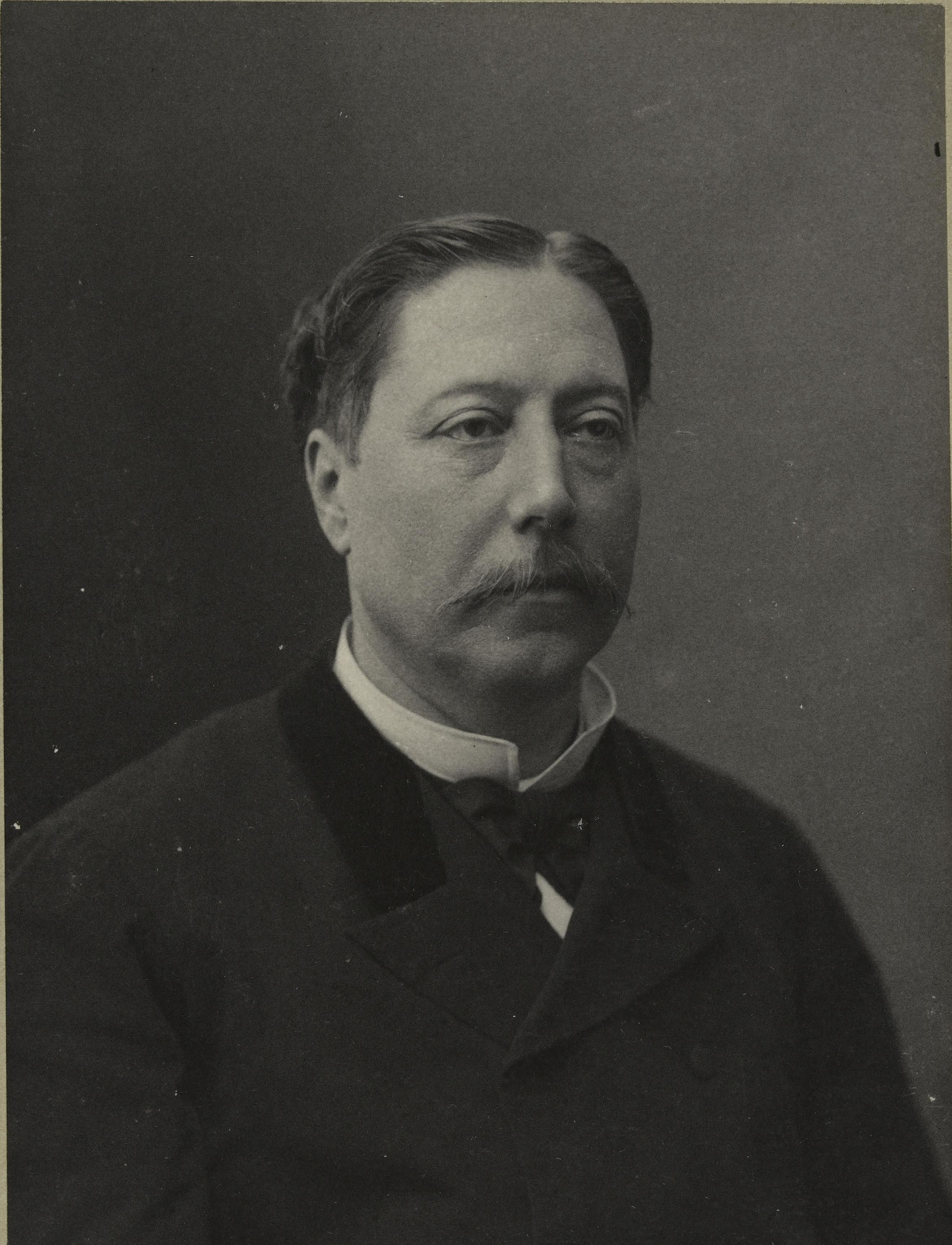
Paul-Louis Viguier
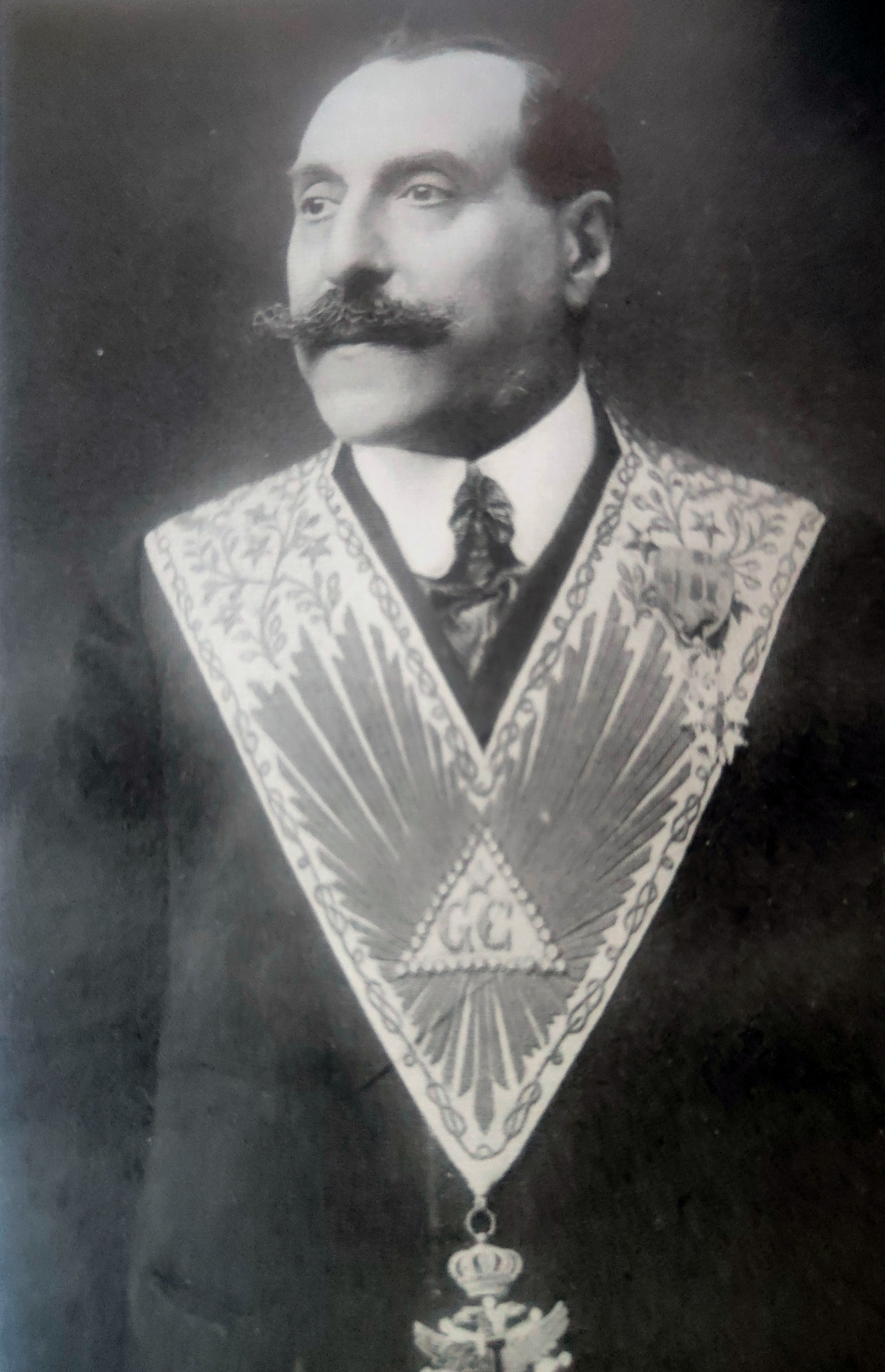
Antoine Blatin
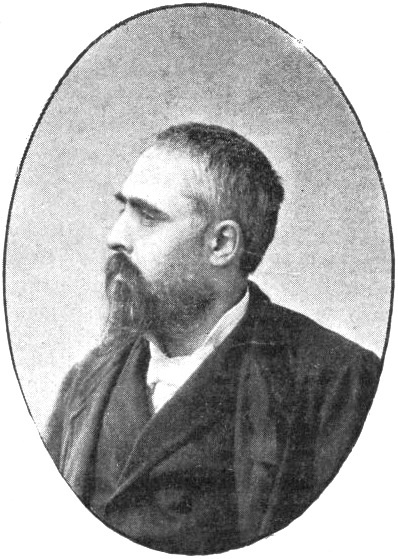
Louis Lucipia
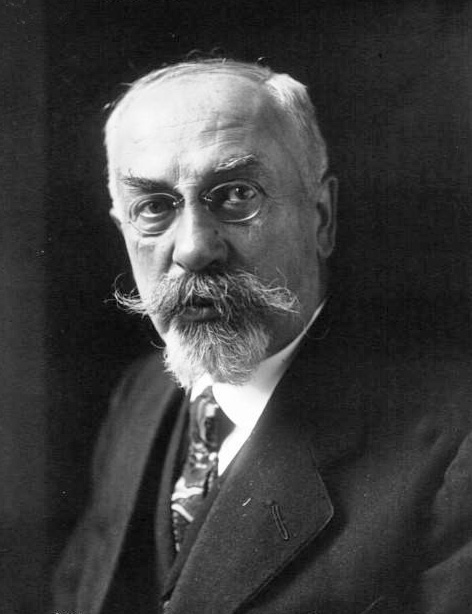
Louis Lafferre
Georges Courneau
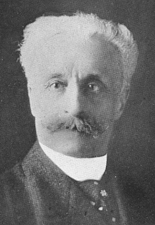
Charles Debierre
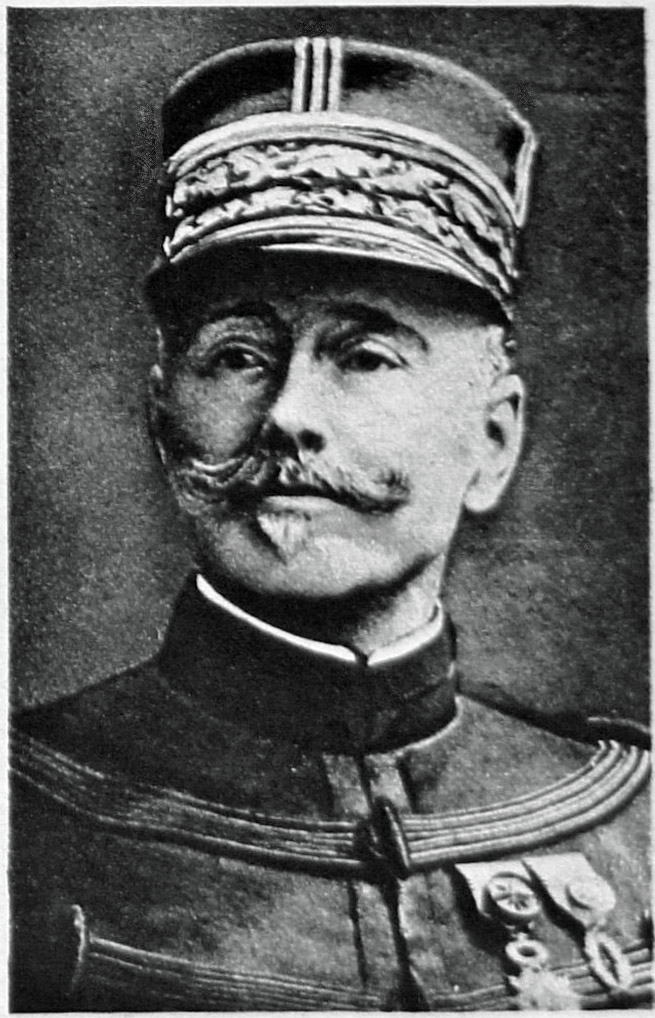
Général Augustin Gérard
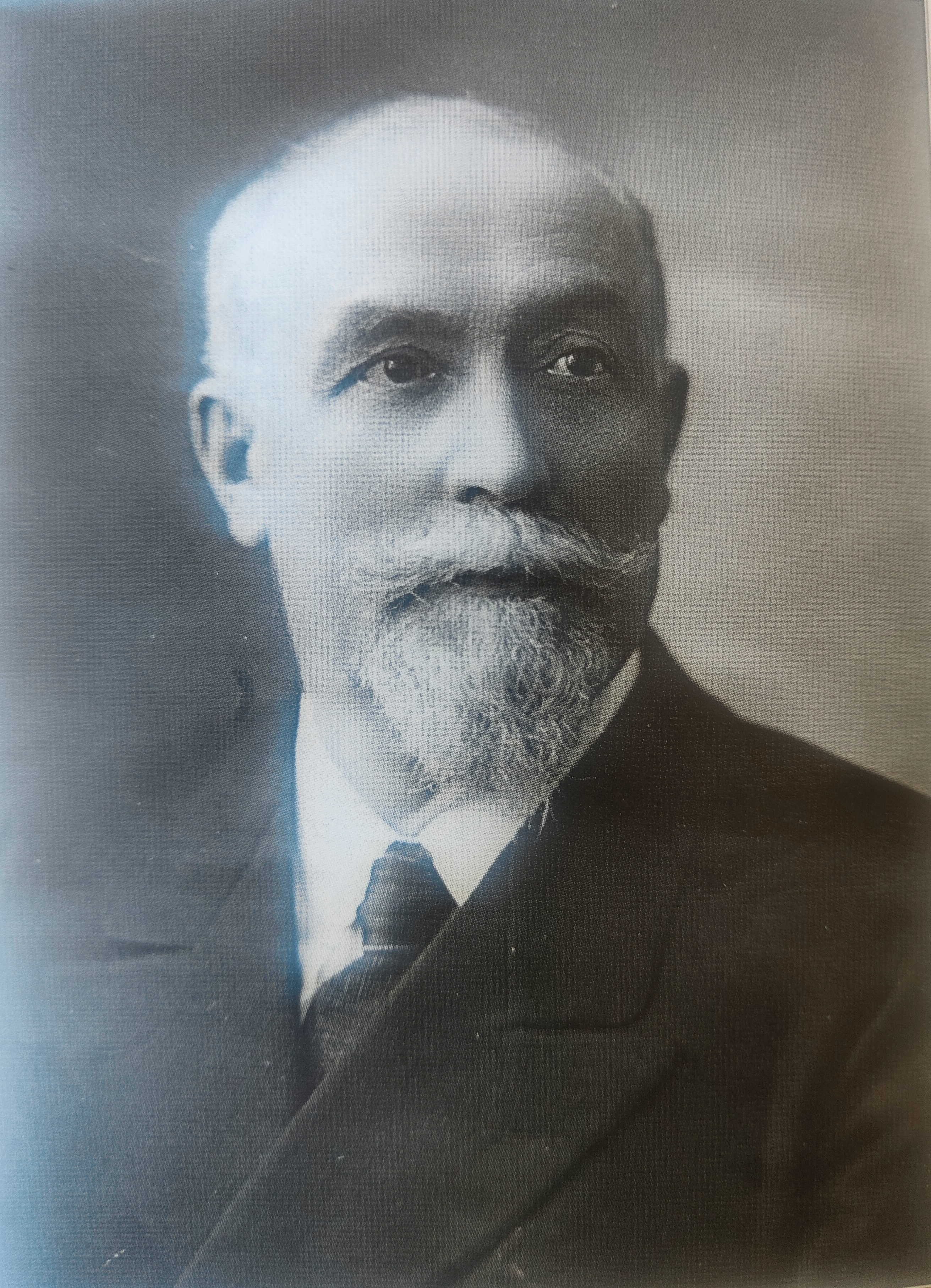
Arthur Mille
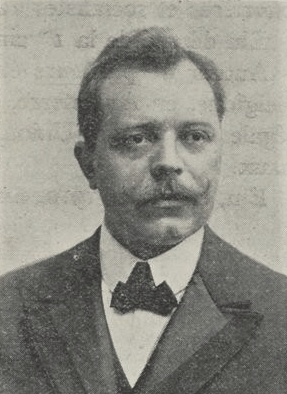
Joseph Brenier
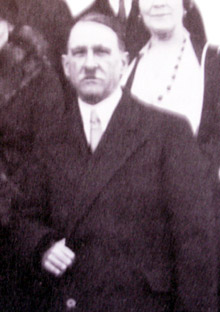
Frédéric Estèbe
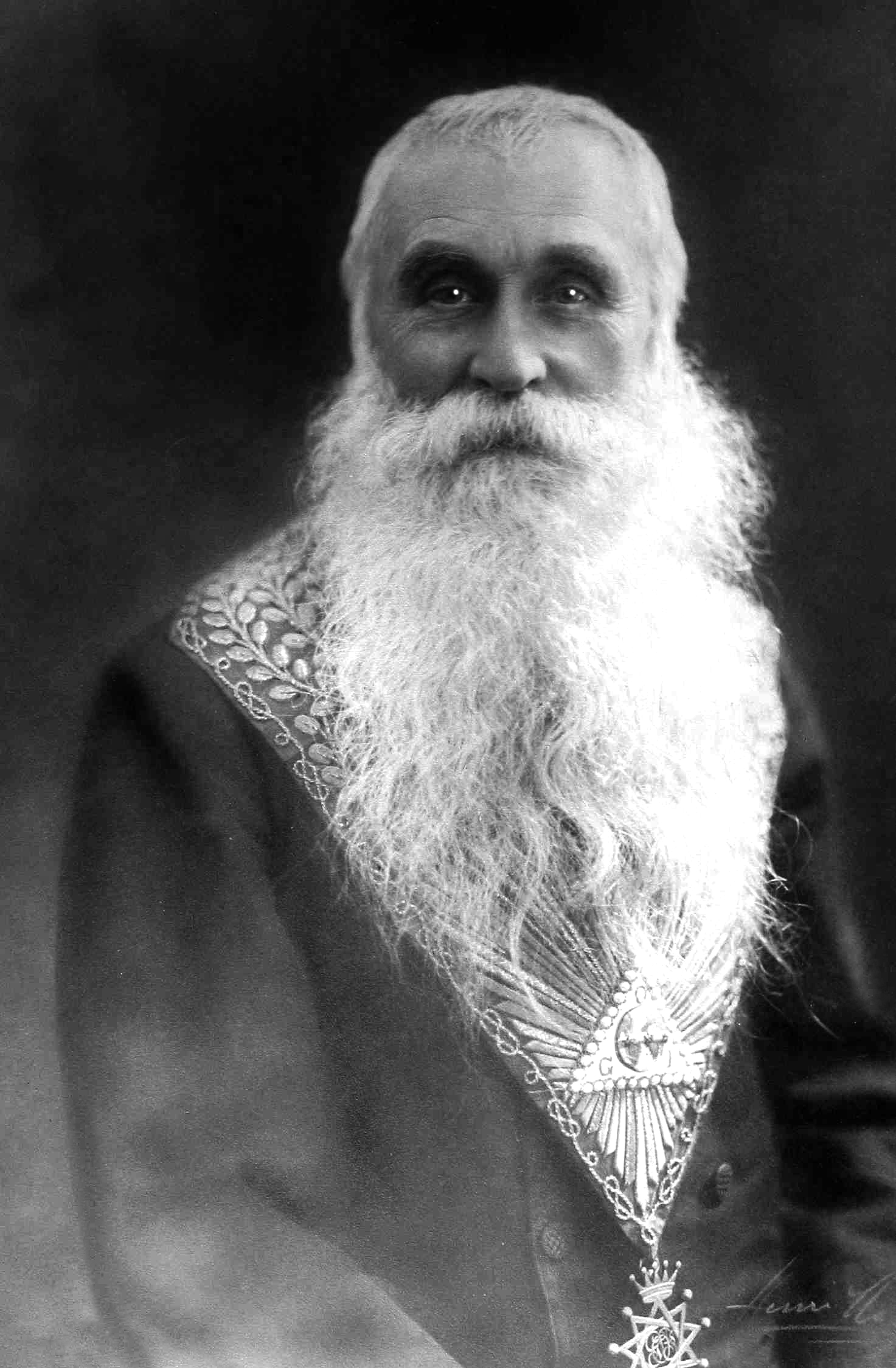
Arthur Groussier

## Depuis 1944,IVeetVeRépublique
Dirigeants du Grand Orient de France depuis 1944 :
- 1944-1945 Arthur Groussier (5e mandat)

1945 : le titre de grand maître est rétabli
- 1945-1948 Francis Viaud (1899-1985)
- 1948-1949 Louis Carle Bonnard (1896-1953)
- 1949-1952 Francis Viaud (2e mandat)
- 1952-1953 Paul Chevallier (1884-1960)
- 1953-1956 Francis Viaud (3e mandat)
- 1956-1958 Marcel Ravel
- 1958-1959 Robert Richard (1910-1981)
- 1959-1961 Marcel Ravel (2e mandat)
- 1961-1964 Jacques Mitterrand
- 1964-1965 Paul Anxionnaz
- 1965-1966 Alexandre Chevalier
- 1966-1969 Paul Anxionnaz (2e mandat)
- 1969-1971 Jacques Mitterrand (2e mandat)
- 1971-1973 Fred Zeller
- 1973-1975 Jean-Pierre Prouteau
- 1975-1977 Serge Béhar (1922-2002)
- 1977-1978 Michel Baroin
- 1979-1980 Roger Leray
- 1981-1985 Paul Gourdot (1930-2009)
- 1986-1987 Roger Leray (2e mandat)
- 1987-1988 Jean-Robert Ragache
- 1988-1989 Christian Pozzo di Borgo (1944-2004)
- 1989-1991 Jean-Robert Ragache (2e mandat)
- 1992-1994 Gilbert Abergel
- 1994-1995 Patrick Kessel
- 1995-1996 Pas de grand maître[n 3]
- 1996-1997 Jacques Lafouge
- 1997-1999 Philippe Guglielmi
- 1999-2000 Simon Giovannaï (démissionnaire)
- 2000-2003 Alain Bauer
- 2003-2005 Bernard Brandmeyer
- 2005-2005 Gérard Pappalardo[6]
- 2005-2008 Jean-Michel Quillardet
- 2008-2010 Pierre Lambicchi
- 2010-2012 Guy Arcizet
- 2012-2013 José Gulino[7]
- 2013-2016 Daniel Keller[8]
- 2016-2017 Christophe Habas (1967-2022)[9],[10].
- 2017-2018 Philippe Foussier [11]
- 2018-2020 Jean-Philippe Hubsch[12]
- 2020-2023 Georges Sérignac[13]
- 2023-2024 Guillaume Trichard[14]
- 2024- Nicolas Penin[15]

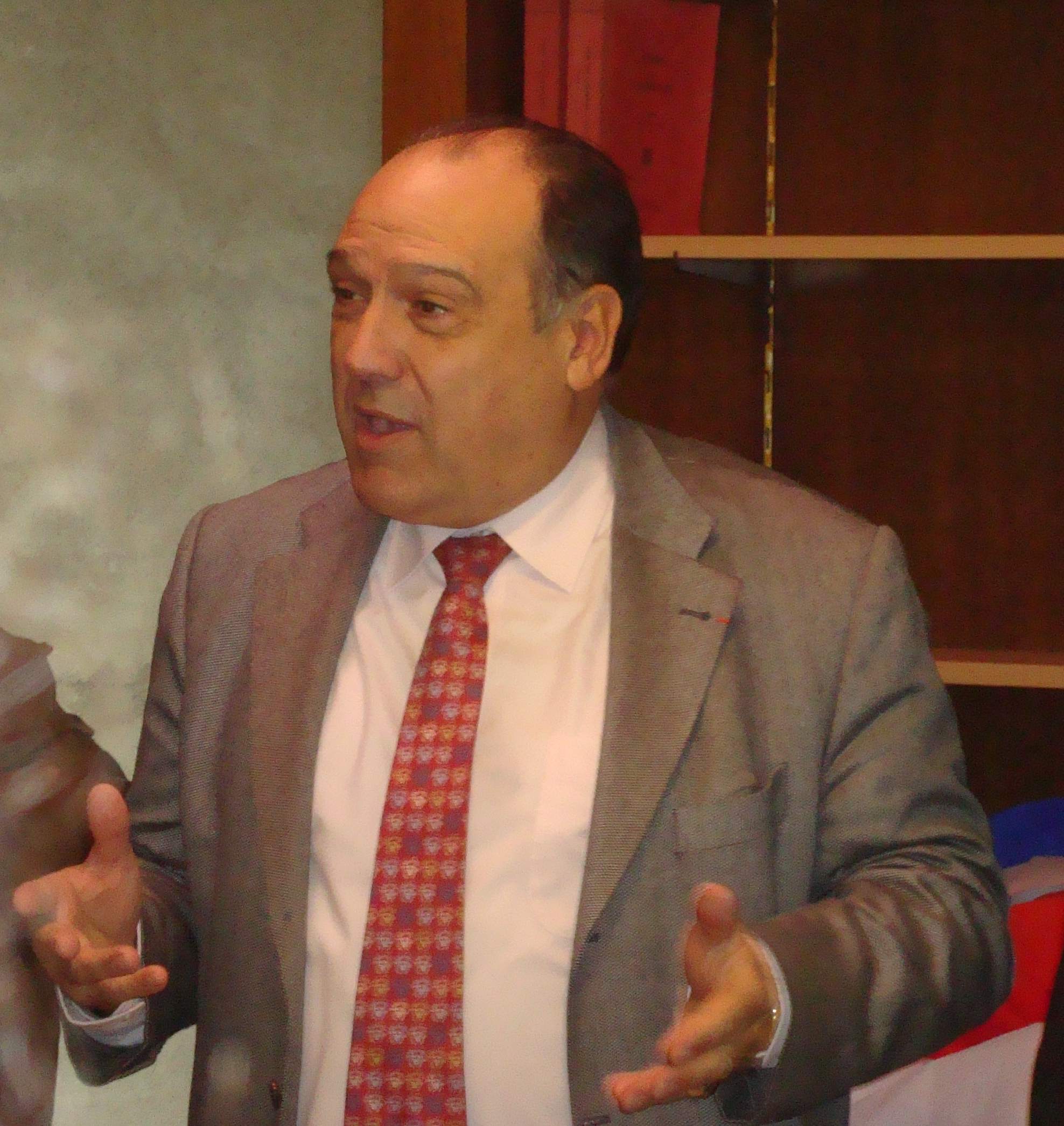
Philippe Guglielmi
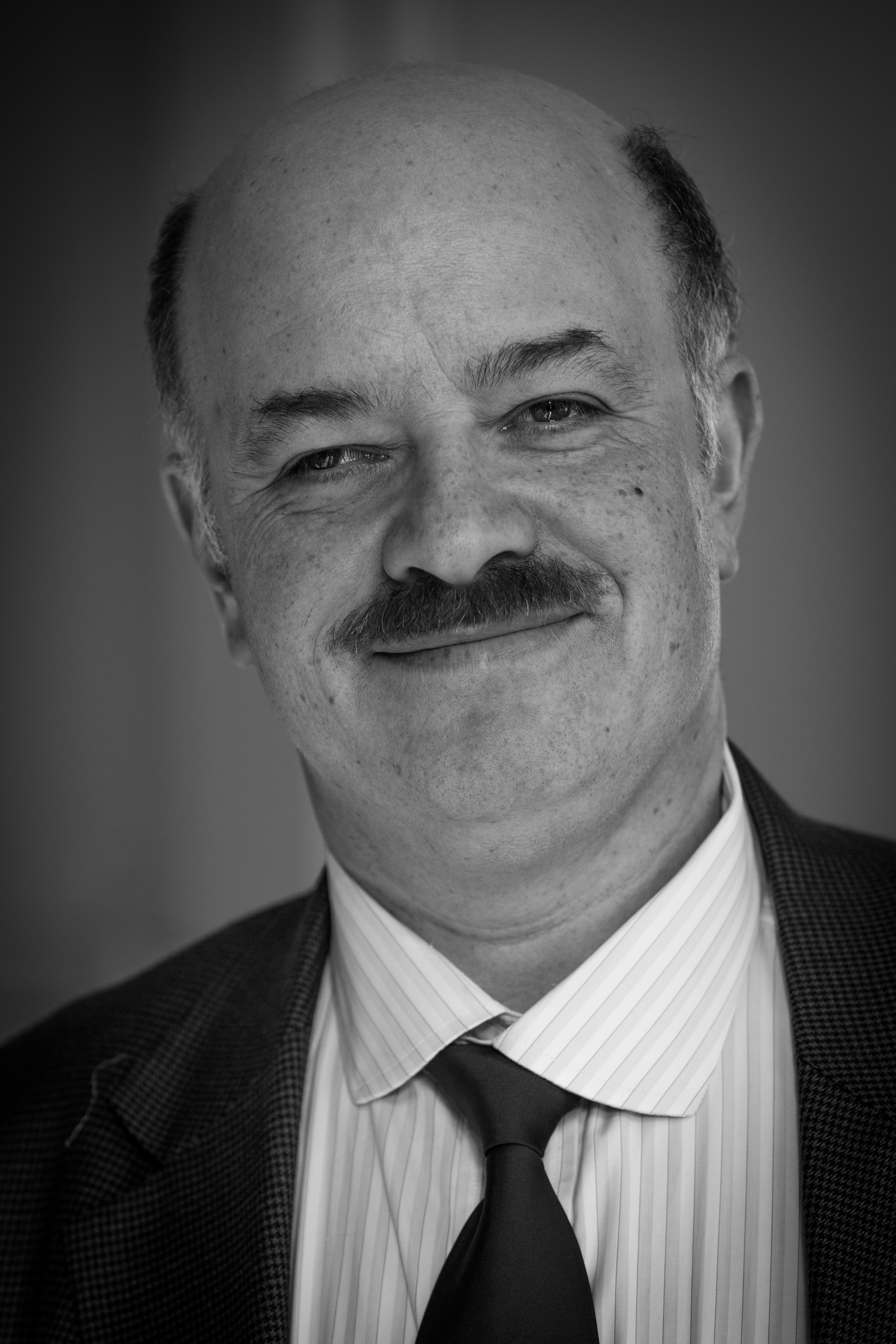
Alain Bauer
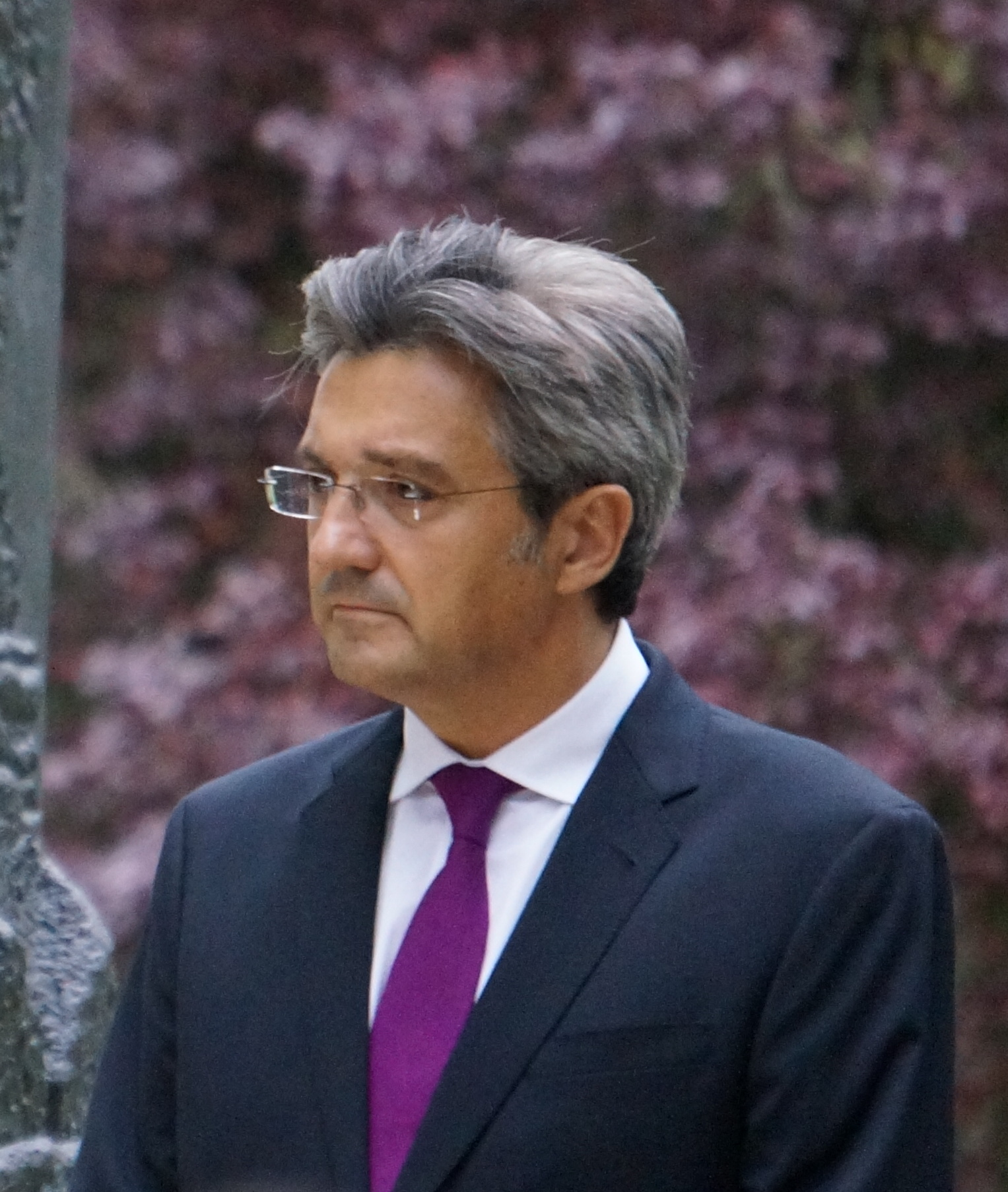
Daniel Keller
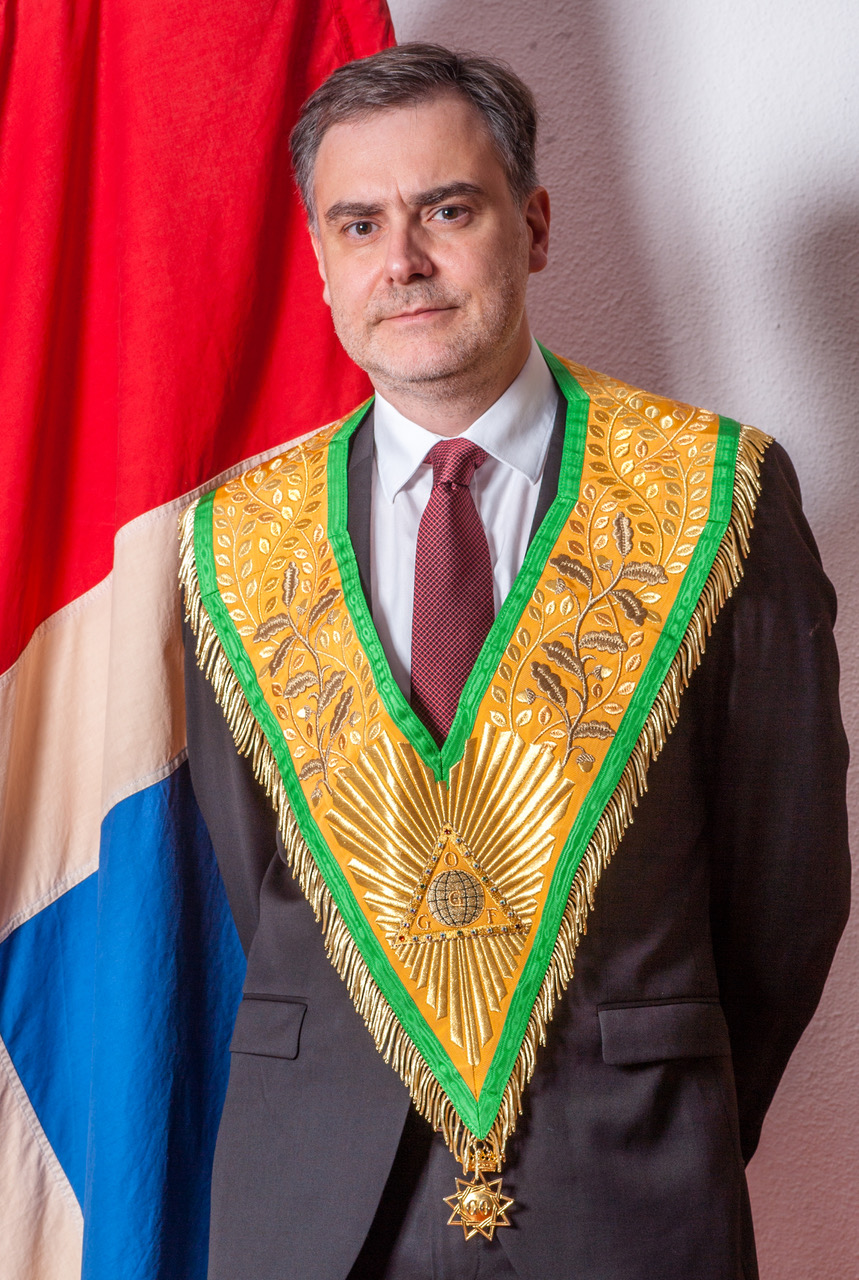
Christophe Habas